# Karlstad-konventionen
Karlstad konventionen kaldes den aftale, som blev undertegnet mellem Norge og Sverige efter forhandlingerne i den svenske by Karlstad om opløsningen af unionen mellem de to lande.
Forhandlingerne startede den 31. august 1905. Atmosfæren var spændt, og det svenske hovedkrav var, at de nyopførte norske grænsefæstninger skulle rives ned. Efter en uge var forhandlingerne fastlåste og parterne skiltes. Den 13. september 1905 blev forhandlingerne genoptaget, samtidig gav den norske regering mobiliseringsordre.
Den 18. september blev den norske statsminister Michelsen og den svenske statsminister Lundeberg enige om, at ingen tropper skulle ligge mindre end 1 kilometer fra grænsen. Det var et tiltag som medvirkede til at sænke spændingen mellem landene.
Norge blev stærkt presset af Sverige og måtte i hovedsagen give efter i spørgsmålet om at fjerne grænsefæstningerne. Norge havde imidlertid støtte fra Storbritannien og fik lov at beholde grænsefæstningerne ved Kongsvinger og Fredriksten.
Den 23. september blev forhandlingerne afsluttet, og resultatet blev vedtaget af det norske Storting den 9. oktober. Den 13. oktober 1905 blev resultatet fra forhandlingerne godtaget af den svenske rigsdag. Unionsopløsningen blev endelig stadfæstet da kong Oscar 2. 26. oktober underskrev dokumenterne som anerkendte Norge som uafhængig stat, og samme dag abdicerede som norsk konge.

## Eksterne links
- "Spillet bak kulissene – om unionsoppløsningen Arkiveret 27. august 2005 hos  Wayback Machine
- oversigt over 1905 fra netsteder for hundredårsmarkeringen Arkiveret 19. november 2005 hos  Wayback Machine
- Tidslinje måned for måned fra netsider om unionsopløsningen

59°22′43″N 13°29′53″Ø / 59.37869°N 13.49808°Ø